# Агилькур
Агильку́р (фр. Aguilcourt) — коммуна во Франции, находится в регионе Пикардия. Департамент коммуны — Эна. Входит в состав кантона Гиньикур. Округ коммуны — Лан. Стоит на реке Сюип.
Код INSEE коммуны — 02005.

## Население
Население коммуны на 2010 год составляло 349 человек.
| 1962 | 1968 | 1975 | 1982 | 1990 | 1999 | 2010 |
| ---- | ---- | ---- | ---- | ---- | ---- | ---- |
| 224  | 242  | 228  | 252  | 328  | 359  | 349  |

## Экономика
В 2010 году среди 238 человек трудоспособного возраста (15—64 лет) 177 были экономически активными, 61 — неактивными (показатель активности — 74,4 %, в 1999 году было 71,0 %). Из 177 активных жителей работали 162 человека (85 мужчин и 77 женщин), безработных было 15 (10 мужчин и 5 женщин). Среди 61 неактивных 22 человека были учениками или студентами, 27 — пенсионерами, 12 были неактивными по другим причинам.